# 朱浩文
朱浩文（1967年2月—），男，汉族，四川威远人，中华人民共和国政治人物。南开大学管理学系经济管理专业毕业，北京大学经济学院国际金融专业经济学硕士学位。

## 生平
1986年12月加入中国共产党。1989年7月从南开大学管理学系毕业后参加工作，进入国家计委办公厅，历任秘书处科员、副主任科员、主任办公室副主任科员、主任科员。
1994年10月，任中央财经领导小组办公室秘书组主任科员。1997年11月，任中央财经领导小组办公室秘书组副处长。
1998年3月，任国务院研究室工交贸易研究司副处长。1999年12月，任工交贸易研究司处长。2001年4月，任研究室党组秘书、工交贸易研究司处长。2002年5月，任秘书司副司长。
2005年4月，任中共石家庄市委常委、副市长。2008年1月，任中共秦皇岛市委副书记、代市长（3月当选市长）。2008年，当选为第十一届全国人大代表。2013年，再选为全国人大代表。2013年3月，任河北省人民政府秘书长。